# نيكي سمربي
نيكي سمربي (بالإنجليزية: Nicky Summerbee)‏ هو لاعب كرة قدم بريطاني في مركز الوسط، ولد في 26 أغسطس 1971 في آلترنكهام في المملكة المتحدة. شارك مع منتخب إنجلترا تحت 21 سنة لكرة القدم ومنتخب إنجلترا لكرة القدم الرديف. أما مع النوادي، فقد لعب مع برادفورد سيتي وبولتون واندررز وسويندون تاون وليستر سيتي ومانشستر سيتي ونادي تاموورث ونادي ترانمير روفرز ونادي سندرلاند ونوتينغهام فورست.

## وصلات خارجية
- نيكي سمربي على موقع قاعدة بيانات كرة القدم.إي يو (الإنجليزية)
- نيكي سمربي على موقع Soccerbase.com (لاعب) (الإنجليزية)
- نيكي سمربي على موقع عالم كرة القدم.نت (الإنجليزية)